# Tim Eekman
Tim Eekman (Ridderkerk, 5 agosto 1991) è un calciatore olandese, difensore dello Smitshoek.

## Carriera
Ha giocato nella prima divisione olandese.

## Palmarès

### Club

#### Competizioni nazionali
- Derde Divisie: 1

Barendrecht: 2023-2024